# Powys (hrad)

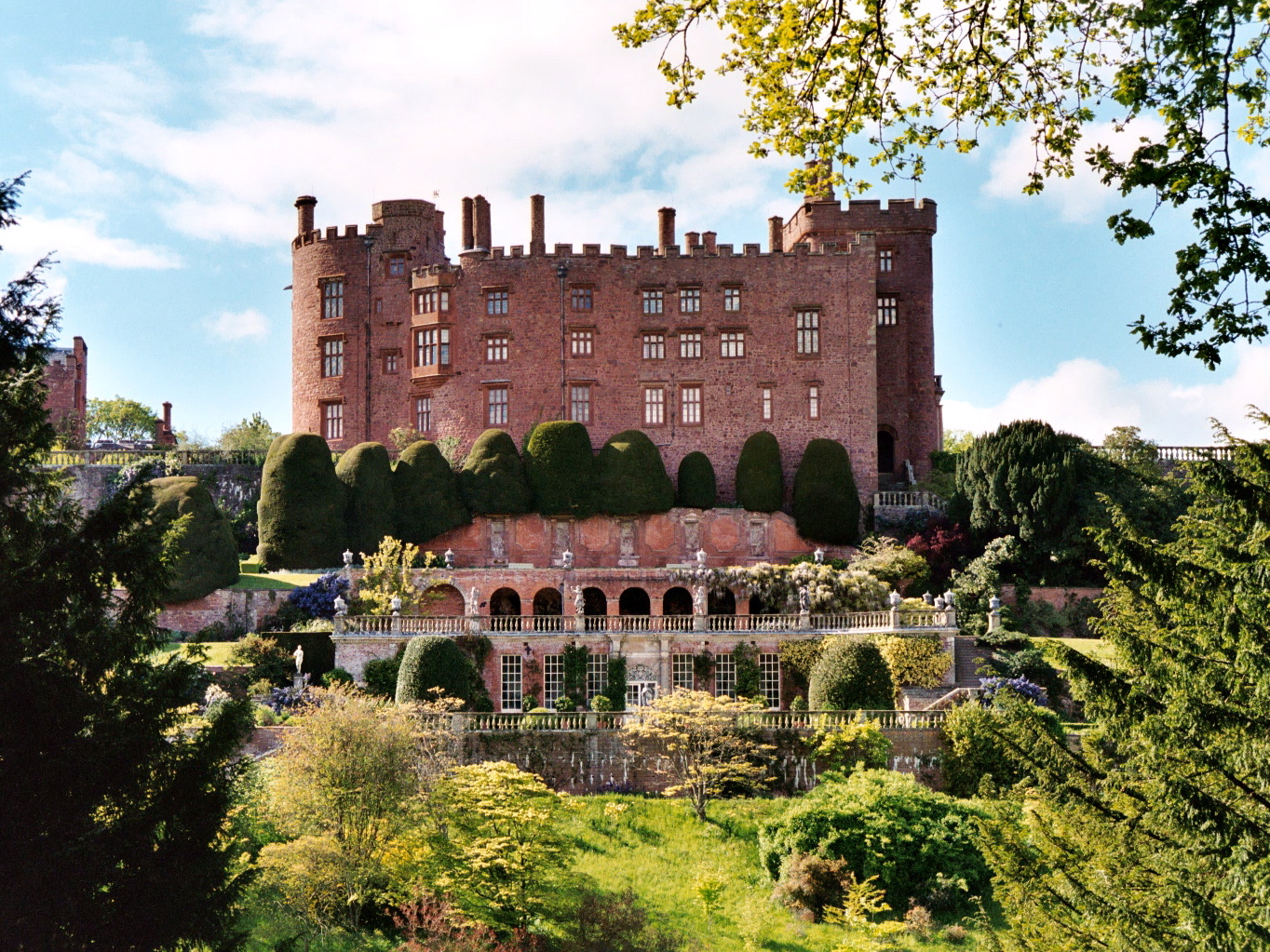
Majestátnost a velikost vlastní budovy hradu zvyšuje několik vhodně umístěných teras se zelení.

Hrad Powys (anglicky Powis Castle, velšsky Castell Powys) byl původně středověký hrad, později přebudovaný na zámek, obklopený barokními zahradami. Nachází se jihozápadně od města Welshpool nedaleko řeky Severn ve velšské správní oblasti Powys ve Spojeném království.
Hrad Powis byl sídlem jedné z větví anglického šlechtického rodu Herbertů. Hrad je známý pro své rozsáhlé, atraktivní formální zahrady, terasy, parky, oboru a krajinářsky upravené pozemky. Tato nemovitost je v péči National Trust, zapsaná na seznamu památek pod názvem „Powis Castle and Garden“ (Hrad Powis a zahrada).

## Zahrada
Zahrada hradu Powis přežila bouřlivé období změn v 18. stoletím kdy došlo k mnoha úpravám zahradního designu u jiných dříve barokních zahrad. Zahrady v Powis jsou jedním z mála míst v Británii, kde jsou klasické barokní zahrady stále oceňovány. Zdá se, že terasy byly vytesány ze skály na počátku dekády okolo roku 1670 pod vedením Francouze Adriana Duvall Rouena.

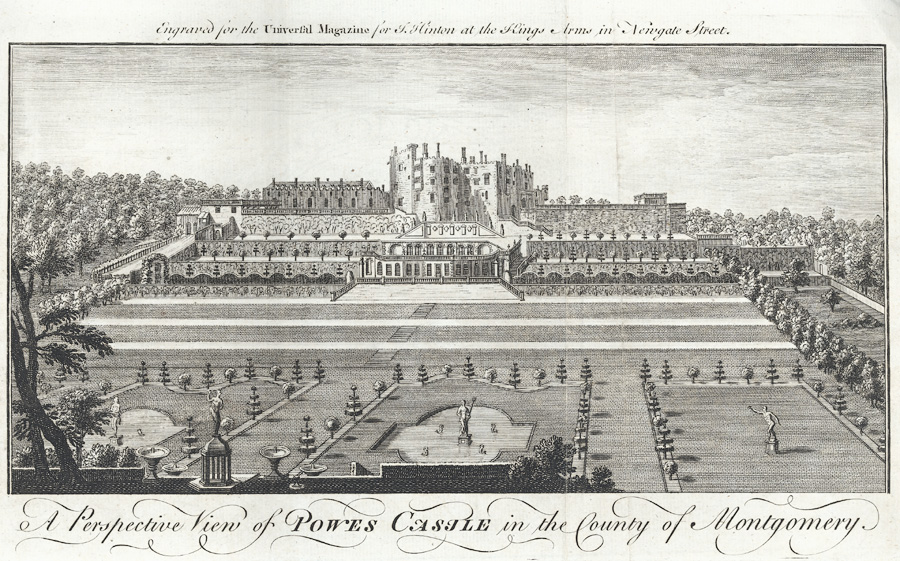
Hrad Powys se zahradami na vyobrazení z poloviny 18. století

Zahrady hradu leží na jihovýchodní straně a jsou vytvořeny podle italského stylu renesanční terasovité zahrady. Lze zde vidět oživené kamenné balustrády, vázy a sochy. Na horní terase je dlouhá řada tisů, dále je oranžérie. Na vzdálenějším východním konci zahrady úprava z tisů odděluje přilehlou zelinářskou zahradu. Dnes terasy vystupují z velkého trávníku pod nimi. Tomuto trávníku se kdysi říkalo „divočina“ a podle jednoho z návrhů zde měla být úprava která by napodobovala zmenšeninu krajinářského parku.
Zdá se, že Duval, který vytvářel terasy byl expertem na hydrauliku, a jeho úpravy vodních prvků zahrady byly působivé. Ovšem byly demontovány v roce 1809. Jeden z výrazných objektů však byl zachráněn, ze zahradní kašny se zachovala socha „Fame“ (Sláva), připisovaná k dílům školy Holanďana Johna van Nosta († 1729), a nyní se nachází ve dvoře. Dílo se zdá být vytvořeno ze stejného materiálu jako Pegasus vyrobený Johnem van Nostem mezi léty 1705 a 1716 pro Nicholase Shireburna ze Stonyhurstu v Lancashire. 
Velký kus práce na obnovení a zlepšení zahrady byl vykonán pod vedením Violet, manželky čtvrtého hraběte, kolem roku 1911.

## Galerie

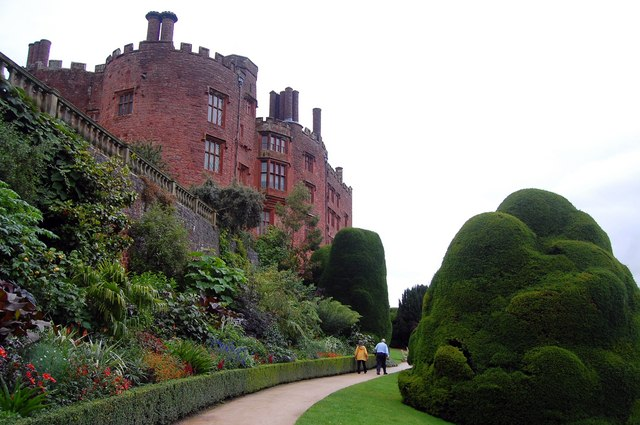
Pohled ze zahradní terasy
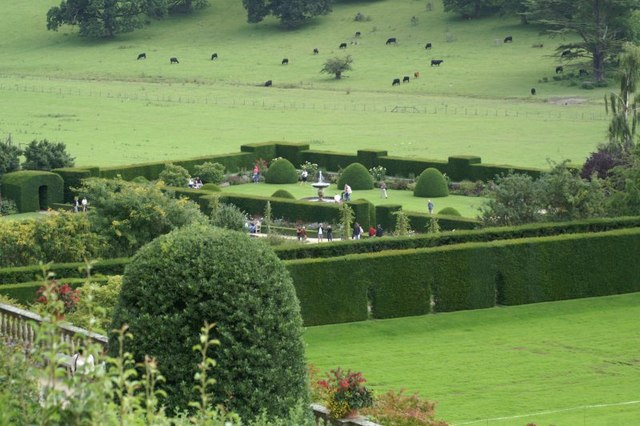
Zámecké zahrady
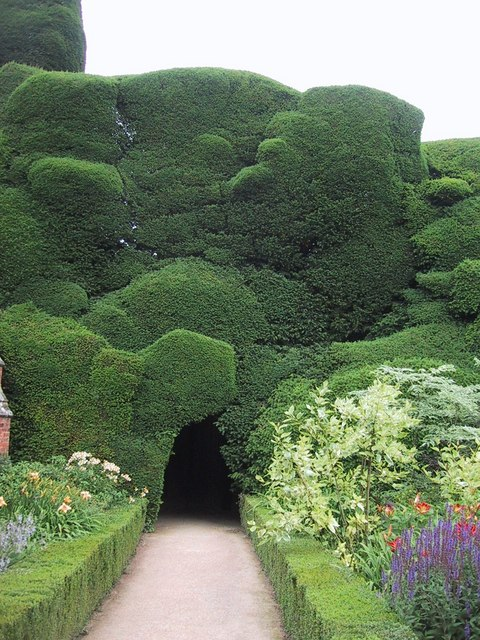
Tvarované tisy v parku
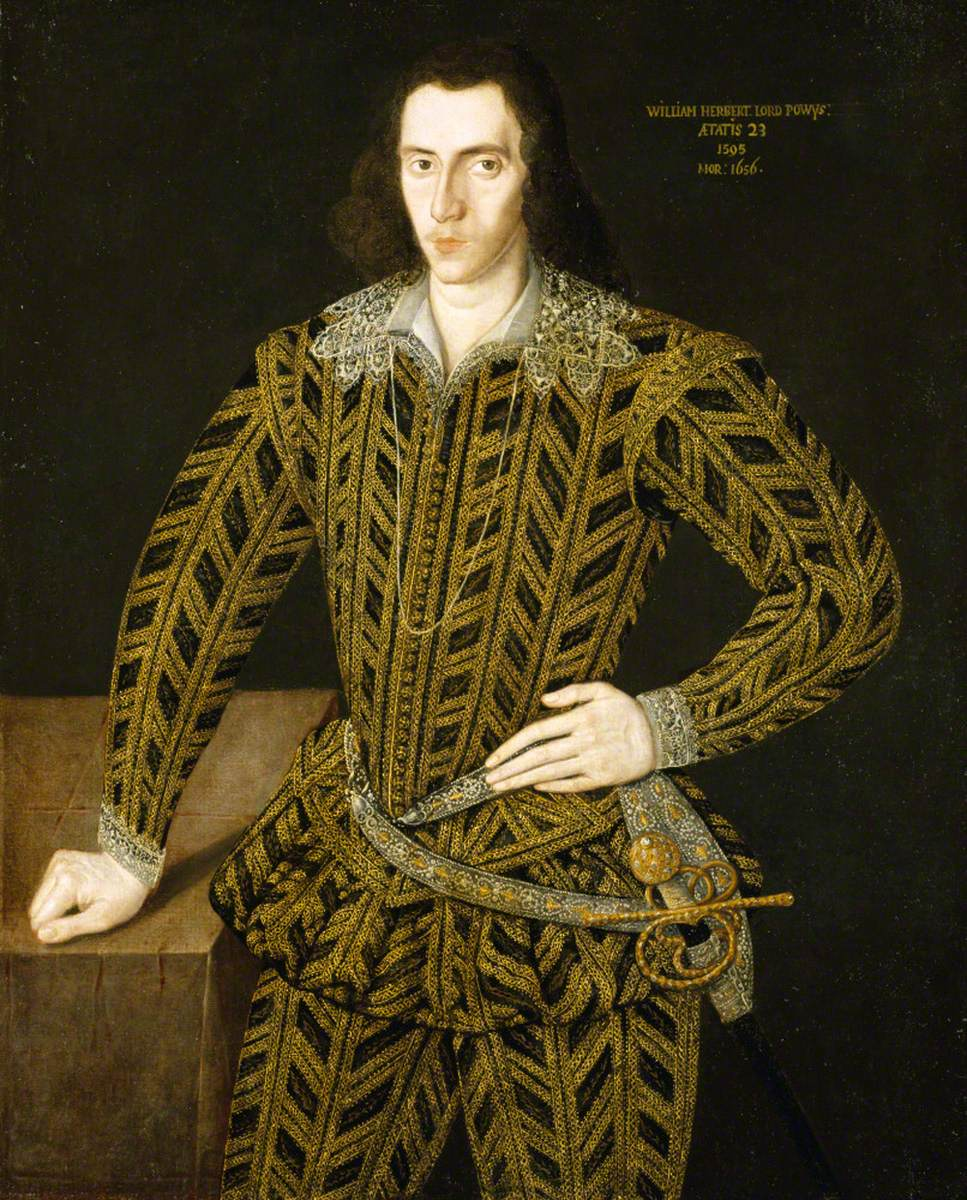
William Herbert, 1. baron z Powisu (1574–1656)
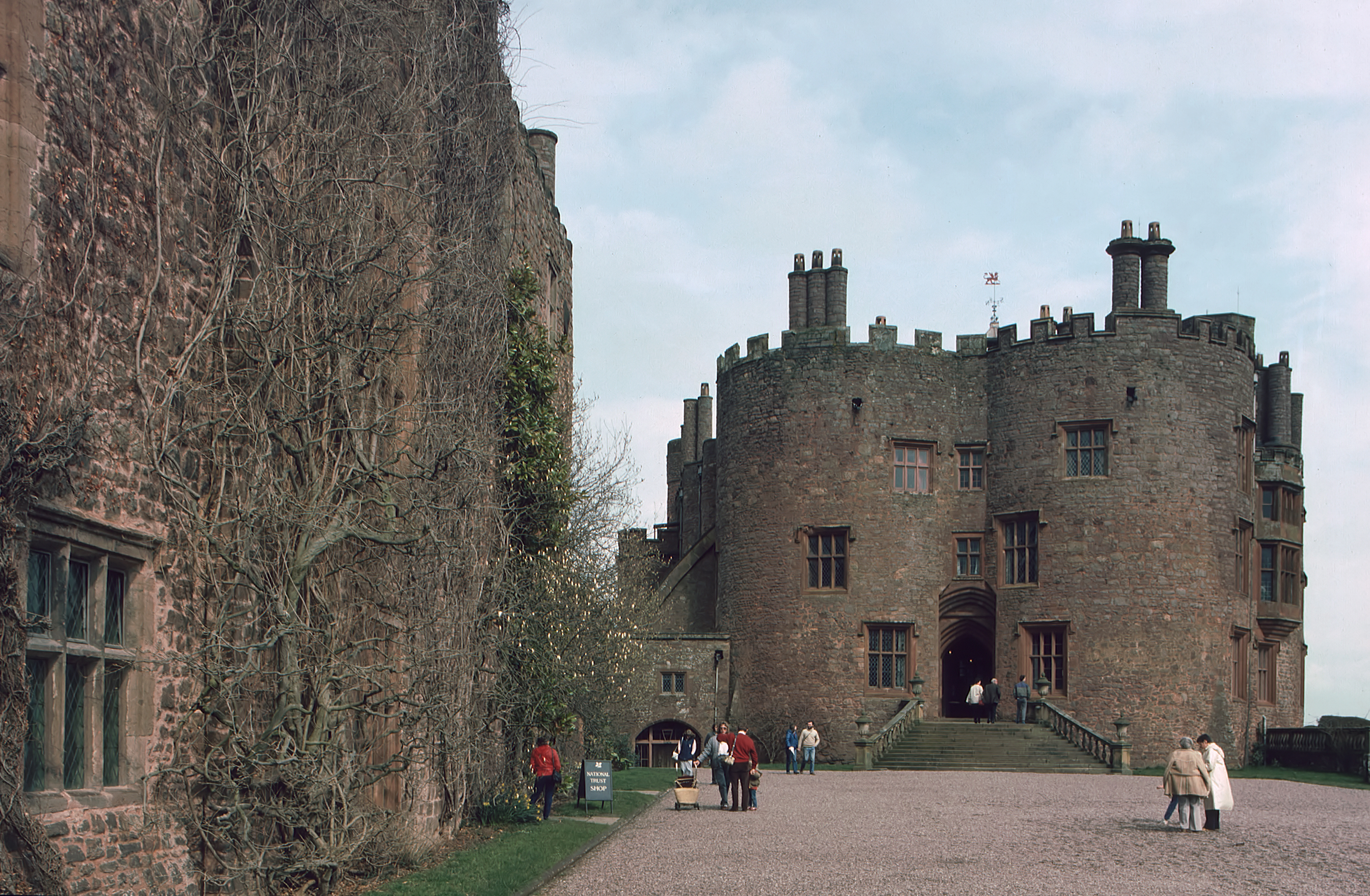
Vstup do zámku
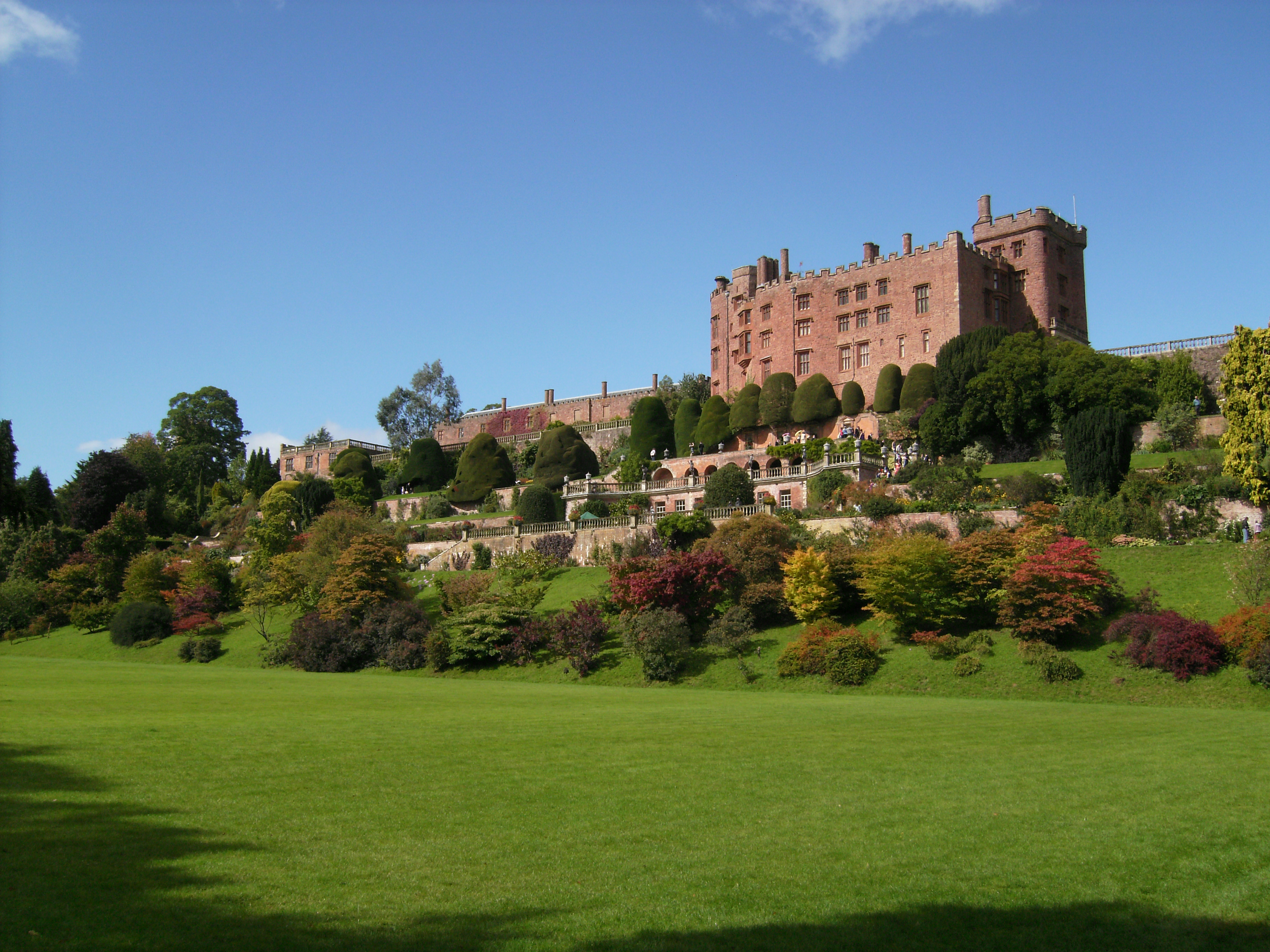
Zámek se zahradami

## Zajímavosti
Existuje okrasná odrůda pelyňku pojmenovaná podle zámku Artemisia arborescens 'Powis Castle'.